# Juniorvärldsmästerskapen i alpin skidsport 2003
Juniorvärldsmästerskapen i alpin skidsport 2003 avgjordes i Briançon i Frankrike under perioden 4-8 mars 2003 och var det 22:a världsmästerskapet för juniorer.

## Medaljfördelning
| Placering | Nation    | Guld | Silver | Brons | Totalt |
| 1         | Schweiz   | 5    | 1      | 1     | 7      |
| 2         | Österrike | 2    | 1      | 3     | 6      |
| 3         | USA       | 1    | 1      | 3     | 5      |
| 4         | Kanada    | 1    | 1      | 1     | 3      |
| 5         | Tyskland  | 1    | 0      | 1     | 2      |
| 6         | Sverige   | 1    | 0      | 0     | 1      |
| 7         | Ryssland  | 0    | 2      | 0     | 2      |
| 8         | Italien   | 0    | 1      | 1     | 2      |
| 9         | Kroatien  | 0    | 1      | 0     | 1      |
| 9         | Norge     | 0    | 1      | 0     | 1      |
|           | Totalt    | 11   | 9      | 10    | 30     |

## Resultat Damer
| Datum       | Plats               | Disciplin   | Guld                    | Silver               | Brons            |
| 4 mars 2003 | Briançon, Frankrike | Störtlopp   | Tamara Wolf             | Lindsey Kildow       | Julia Mancuso    |
| 5 mars 2003 | Briançon, Frankrike | Super-G     | Julia Mancuso           | Brigitte Acton       | Kelly Vanderbeek |
| 7 mars 2003 | Briançon, Frankrike | Slalom      | Michaela Kirchgasser    | Ana Jelušić          | Resi Stiegler    |
| 8 mars 2003 | Briançon, Frankrike | Storslalom  | Jessica Lindell Vikarby | Lene Løseth          | Maria Riesch     |
| 8 mars 2003 | Briançon, Frankrike | Kombination | Maria Riesch            | Michaela Kirchgasser | Resi Stiegler    |

## Resultat Herrar
| Datum       | Plats               | Disciplin   | Guld                           | Silver          | Brons                  |
| 4 mars 2003 | Briançon, Frankrike | Störtlopp   | Daniel Albrecht                | Sergej Komarov  | Marc Berthod           |
| 5 mars 2003 | Briançon, Frankrike | Super-G     | François Bourque               | Sergej Komarov  | Mario Scheiber         |
| 7 mars 2003 | Briançon, Frankrike | Storslalom  | Mario Scheiber Daniel Albrecht |                 | Philipp Schörghofer    |
| 8 mars 2003 | Briançon, Frankrike | Slalom      | Marc Berthod                   | Daniel Albrecht | Luca Senoner           |
| 8 mars 2003 | Briançon, Frankrike | Kombination | Daniel Albrecht                | Luca Senoner    | Christian Flaschberger |